# Alexis Rockman
Alexis Rockman (* 5. září 1962 New York) je americký malíř. V letech 1980 až 1982 studoval animaci na Rhodeislandské škole designu. Následně studoval na Škole výtvarného umění na Manhattanu, kde roku 1985 obdržel titul BA. Již v osmdesátých letech svá díla vystavoval (kromě New Yorku, kde žil) například v Bostonu, Filadelfii či Los Angeles. Řada z jeho děl byla inspirována cestováním. Roku 1994 například absolvoval cestu do Guyany a následně vytvořil řadu maleb inspirovaných tamní faunou a florou. Ve svém díle dále čerpá například z vlivů globálního oteplování.